# Tommaso Marconi
Tommaso Marconi (* 17. Januar 1982 in Rom) ist ein italienischer Wasserspringer. Er startet für den G.S. Fiamme Oro Roma in den Disziplinen Kunstspringen vom 1-m- und 3-m-Brett sowie im 3-m-Synchronspringen. Marconi ist der Bruder der ebenfalls erfolgreichen Wasserspringerin Maria Marconi und seines Synchronpartners Nicola Marconi.
Er hat an zwei Olympischen Spielen teilgenommen. Im Kunstspringen vom 3-m-Brett kam er 2004 in Athen auf Rang 24 und 2008 in Peking auf Rang 28.
Marconi gewann mit seinem Bruder Nicola in 3-m-Synchronwettbewerben vier Medaillen bei Schwimmeuropameisterschaften, Bronze 2002 in Berlin, 2006 in Budapest und 2009 in Turin. Bei den Europameisterschaften 2004 in Madrid wurden sie Europameister.